# آمادا
آمادا (به ژاپنی: アマダ) شرکت مهندسی مکانیک ژاپنی است، که در زمینه ساخت ابزار و ماشین آلات پردازش، بُرش و برش لیزری، دستگاه‌های پرس و سیستم‌های خودکارسازی کارخانجات فعالیت می‌کند. 
شرکت آمادا در سال ۱۹۴۸ تأسیس شد و در حال حاضر دارای عملیات در کشورهای ایالات متحده آمریکا، کانادا، مکزیک، برزیل، بریتانیا، آلمان، فرانسه، ایتالیا، اسپانیا، سوئد، سوئیس، جمهوری خلق چین، روسیه، ترکیه، تایوان، کره جنوبی، سنگاپور، تایلند، مالزی، ویتنام، هند، استرالیا و آفریقای جنوبی می‌باشد.
دفتر مرکزی این شرکت در شهر ایسه‌هارا، کاناگاوا، ژاپن قرار دارد و بخشی از سهام آن در بازار بورس توکیو معامله می‌شود.